# Richarlison
Richarlison de Andrade (født 10. maj 1997), kendt som bare Richarlison, er en brasiliansk professionel fodboldspiller, som spiller for Premier League-klubben Tottenham Hotspur og Brasiliens landshold.

## Klubkarriere

### Tidlige karriere
Richarlison begyndte sin karriere hos América Mineiro, og gjorde sin førsteholdsdebut i juli 2015.
Efter at have imponeret, da América Mineiro sikrede sig oprykning, skiftede han i december 2015 til Fluminese.

### Watford
Richarlison skiftede i august 2017 til engelske Watford. Han var i 2017-18 sæsonen den eneste spiller i klubben til at spille i hver eneste kamp i Premier League.

### Everton
Efter en enkelt sæson hos Watford, skiftede Richarlison i juli 2018 til Everton, hvor han blev genforenet med træner Marco Silva, som var Watford-træner da Richarlison skiftede til klubben.
Richarlison imponerede med det samme, og var delt topscorer i begge sine første sæsoner, først med Gylfi Sigurðsson i 2018-19 sæsonen, og derefter med Dominic Calvert-Lewin i 2019-20 sæsonen.

### Tottenham Hotspur
Richarlison skiftede i juli 2022 til Tottenham Hotspur.

## Landsholdskarriere

### Ungdomslandshold
Richarlison har repræsenteret Brasilien på U/20-niveau.

### Olympiske landshold
Richarlison var del af Brasiliens fodboldtrup til sommer-OL 2020, hvor at Brasilien vandt guld. Han sluttede turneringen som topscorer med 5 mål.

### Seniorlandshold
Antony debuterede for Brasiliens landshold den 8. september 2018.

## Titler
Brasilien U/23
- Sommer-OL: Guldmedalje: 1 (2020)

Brasilien
- Copa América: 1 (2019)